# Nordsjælland Håndbold
El Nordsjælland HB es un equipo de balonmano de la localidad danesa de Helsinge. Actualmente milita en la Primera División de la HåndboldLigaen.

## Plantilla 2024-25
|  | Porteros - 16 Magnus Kjærsgaard Petersen - 29 Jimmi Andersen Extremos izquierdos - 14 Rasmus Madsbøll - 34 Mathias Kragh Extremos derechos - 03 Carl-Emil Haunstrup - 10 Andreas Dysseholm - 18 Nikolai Kløigaard Pivots - 05 Julius Mørch - 11 Jonas Raundahl - 21 Tim Hjorth Rantala | Laterales izquierdos - 13 Gustav Bruun - 19 Thomas Boilesen - 49 Andrew Wisman Centrales - 07 Léo Martinez - 42 Matias Campbell - 79 Oliver Klarskov Knudsen Laterales derechos - 17 Assar Kammenhed - 20 Jesper Dahl - 57 Nikolaj Larsson |